# Revolta de Thomas Wyatt
La revolta de Thomas Wyatt  va ser un aixecament popular ocorregut a Anglaterra el 1554. Va rebre aquest nom per Thomas Wyatt el Jove, que va ser un dels seus líders. La revolta va sorgir a causa de la preocupació popular per la decisió que havia pres la reina Maria I d'Anglaterra de casar-se amb Felip II de Castella, que va demostrar ser una determinació molt impopular entre els anglesos. L'enderrocament de la reina Maria estava implícit en la revolta, encara que no estava expressament establert com a meta.

## Motius
La raó exacta de l'aixecament ha estat objecte de molts debats. Alguns historiadors, com D. M. Loaded, consideren que la revolta va ser principalment motivada per consideracions polítiques, així com religioses i, en particular, el desig d'impedir l'impopular matrimoni de la reina Maria amb el príncep Felip II de Castella. Els rebels van explicar que el motiu de la revolta va ser per impedir ser governats per part d'estranys. No obstant això, tots els líders rebels eren protestants compromesos.

## Plans inicials

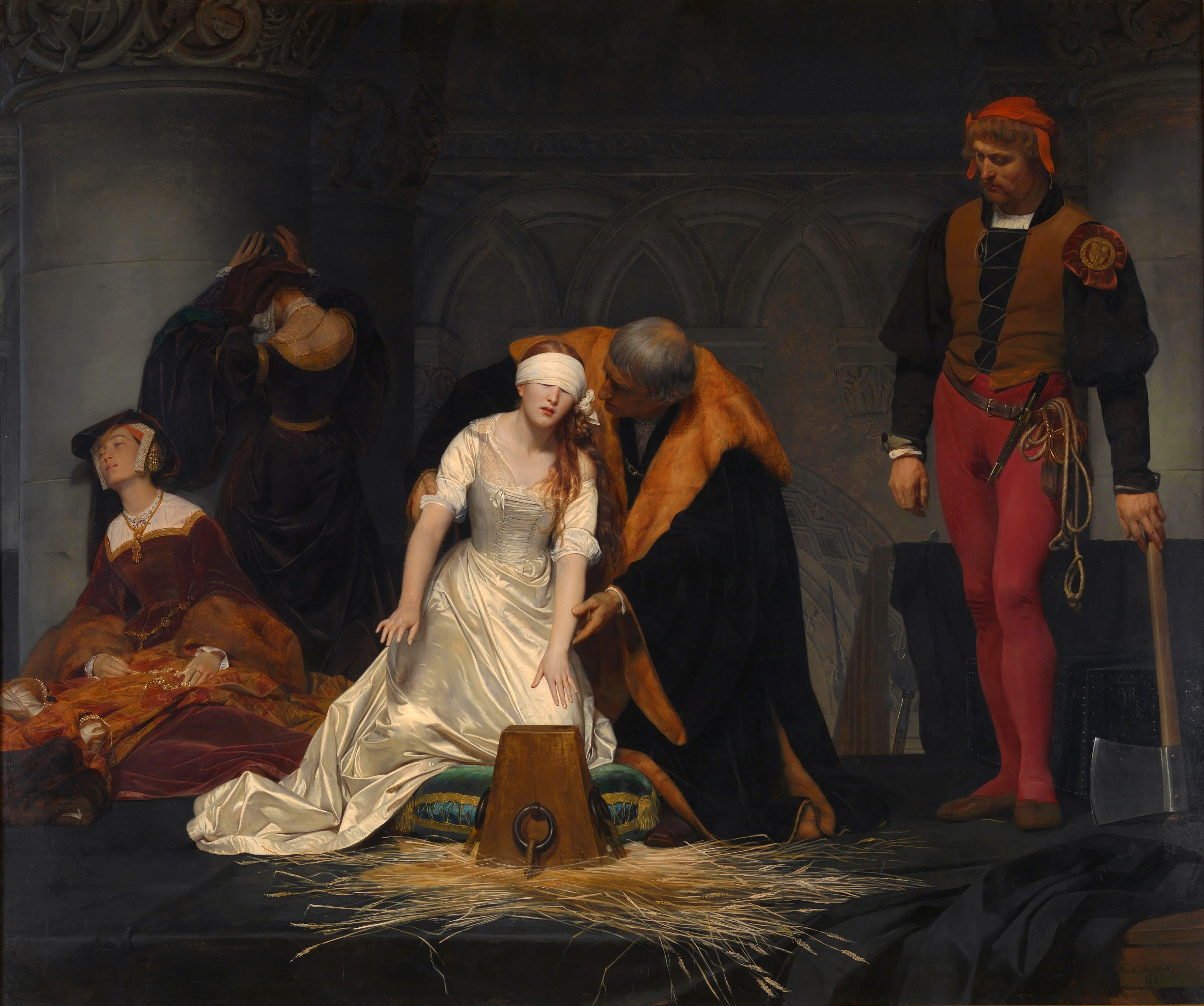
Execució de Lady Jane Grey, obra de Paul Delaroche (1833).

Hi havia quatre líders rebels principals: Sir Thomas Wyatt el Jove, que era amo de grans extensions de terra en Kent i tenia gran influència allí; Sir James Croft, que provenia d'una influent família de Herefordshire; Sir Peter Carew, que era parlamentari per Devon, i Enric Grey, 1r duc de Suffolk, que tenia la seva base a Leicestershire. Entre els rebels també es trobaven Sir Henry Isley, Lord John Grey de Wilton, Lord Thomas Grey (germà de Henry), Sir William Thomas (Secretari del Consell Privat), Sir Nicholas Throckmorton, John Harington, 1r baró Harington d'Exton, Sir James Croft, Sir Nicholas Arnold i Sir William St. Loe. Cada un dels quatre líders iniciaria revoltes a cada un dels quatre comtats i junts convergirien a Londres. A continuació, substituirien a Maria per la seva mitja germana Isabel I d'Anglaterra, que després es casaria amb Edward Courtenay. Mentrestant, una flota de vaixells francesos impediria que Felip II de Castella pogués arribar a Anglaterra per casar-se.
La implementació d'aquests plans va ser impedida quan Simon Renard, ambaixador imperial a Anglaterra, va sospitar la conspiració i va informar el Lord Canceller, Stephen Gardiner, qui va qüestionar a Courtenay i aquest va revelar que hi havia plans per a una revolta. Adonant-se que en aquestes circumstàncies una revolta no era segura, Croft es va donar per vençut. Grey va ser més decidit, però només va aconseguir reunir una força de 140 rebels, molts dels quals eren els seus propis homes, per la qual cosa es va negar a entrar a Coventry i es va retre. Va ser jutjat i executat, com Lord Guilford Dudley i Lady Joana Grey, cap dels quals havia participat en l'aixecament.
Carew va tractar de donar suport a la revolta a Devon, però els nobles protestants es van mostrar poc disposats a cometre traïció i els habitants camperols del comtat eren majoritàriament catòlics. A més, hi havia exercit allí un paper important en l'aixafament primerenc de la revolta del Llibre d'Oració. Carew va fugir a Normandia, però va ser detingut poc després. En aquest moment, els vaixells francesos es van veure incapaços de mantenir la seva posició i tornar a França.
Només Wyatt va aconseguir recaptar una força important. El 22 gener 1554 va convocar a una reunió dels seus amics al seu castell d'Allington i el 25 de gener va ser la data fixada per l'aixecament.

## La revolta
El 26 de gener, Wyatt va ocupar Rochester i va llançar una proclama al comtat. Al principi, els partidaris de la reina dirigits per Lord Abergavenny i Sir Robert Southwell, el xèrif de Kent, semblaven capaços de suprimir la revolta amb facilitat. Però el possible matrimoni amb el príncep espanyol era molt impopular i Kent es va veure més afectat pel discurs dels reformadors que la majoria dels altres districtes rurals d'Anglaterra. Abergavenny i Southwell van ser abandonats pels seus homes, uns perquè van fugir i altres perquè es van decantar cap a Wyatt que ja tenia 3.000 homes sota el seu comandament. Un destacament va ser enviat des de Londres contra els rebels sota el comandament del duc de Norfolk però també es va unir als rebels, elevant el seu nombre a 4.000, mentre que el duc va fugir a Londres.
La rebel·lió ara semblava tan formidable que la reina i el consell van enviar una delegació a entrevistar-se amb Wyatt per conèixer les seves condicions. Wyatt va exigir que se li lliurés la torre de Londres i que la reina fos posada a càrrec seu. La insolència d'aquestes demandes va causar que la població londinenca, inicialment a favor de Wyatt, es girés en contra i Maria va poder reunir el capital necessari per a la seva causa l'1 de febrer, mitjançant un encès discurs en Guildhall.
L'exèrcit de Wyatt va arribar a Southwark el 3 de febrer. Els partidaris de Maria van ocupar el pont de Londres i els rebels no van poder penetrar a la ciutat. Wyatt va ser expulsat de Southwark per les amenaces de Sir John Bridges i Lord Chandos, que estava disposat a disparar contra el barri amb els canons de la Torre. No volent-se rendir, els rebels van marxar cap a Kingston. El pont va ser destruït, però els rebels el van reparar i el van creuar. Van trobar poca resistència mentre marxaven pels afores de Londres, però van ser detinguts pels habitants de Ludgate. Llavors l'exèrcit rebel es va dispersar.

## Repercussions
Wyatt es va rendir i va ser jutjat i executat, juntament amb uns 90 rebels. Courtenay va ser exiliat. Isabel I d'Anglaterra va ser intensament interrogada i va estar en perill de ser executada, però va aconseguir salvar-se per les seves respostes evasives i intel·ligents, en la qual va mantenir que no tenia coneixement de l'aixecament. Aquest detall ha estat posat en dubte pels estudiosos moderns. Isabel va romandre a la presó com a mesura de precaució. La revolta va resultar desastrosa per a la família Wyatt, ja que va perdre el seu títol i les terres, incloent-hi la casa de la família, el castell d'Allington. No obstant això, quan Isabel, que era protestant i parent llunyana de la família de Wyatt, va ascendir al tron el 1558, va restaurar els títols de la família i els va tornar les terres.